# Rhacontsira variegata
Rhacontsira variegata är en stekelart som beskrevs av Belokobylskij, Iqbal och Austin 2004. Rhacontsira variegata ingår i släktet Rhacontsira och familjen bracksteklar. Inga underarter finns listade i Catalogue of Life.